# 石田安奈
石田 安奈（いしだ あんな、1996年〈平成8年〉5月27日 - ）は、日本のタレントであり、女性アイドルグループ・SKE48の元メンバーである。一時期SKE48とAKB48を兼任していた。愛知県稲沢市出身。所属事務所の変遷は巣山プロダクション、ピタゴラス・プロモーション、AKS、ホリプロ。株式会社ANNA24所属。既婚。2児の母。

## 略歴
- 2009年3月、『SKE48第二期メンバーオーディション』に合格。同年4月、『「神公演予定」諸般の事情により、神公演にならない場合もありますので、ご了承ください。』[注 2]においてSKE48チームKIIのメンバーとして初お披露目。
- 2009年6月13日、SKE48 チームKII 1st Stage「会いたかった」公演にて劇場公演デビュー。
- 2010年7月7日発売の3rdシングル「ごめんね、SUMMER」の選抜メンバーに選出。
- 2012年8月24日、東京ドームにて開催された『AKB48 in TOKYO DOME 〜1830mの夢〜』初日公演において、AKB48チームBと兼任することが発表され[4]、同年11月1日付けで兼任となった。
- 2012年11月3日、梅田チームBウェイティング公演のスターティングメンバーとして、AKB48での活動を開始する[5]。
- 2013年3月25日のAKB48チームB公演で劇場公演出場回数が300回に達したことを、自身のGoogle+にて報告[6]。
- 2013年4月13日、日本ガイシホールで行われた『SKE48春コン2013「変わらないこと。ずっと仲間なこと」』にて、「組閣」と称したチーム再編により、チームSへの移籍が発表された[7]。
- 2013年4月28日に日本武道館で開催された『AKB48グループ臨時総会 〜白黒つけようじゃないか!〜』最終日の夜公演にて、AKB48チームBとの兼任解除が発表された[8]。同年5月21日に行われた梅田チームBウェイティング公演での「石田安奈 生誕祭・石田安奈 送る会」をもってAKB48との兼任を終了。
- 2013年7月17日、新チーム体制に再編（チームSへ移籍）。
- 2014年2月24日にZepp Diver City Tokyoで行われた『AKB48グループ大組閣祭り〜時代は変わる。だけど、僕らは前しか向かねえ!〜』におけるチーム再編で、SKE48チームSからチームKIIへの異動が発表された[9]。
- 2014年4月25日、チームKIIへ異動。
- 2015年5月から6月にかけて実施された『AKB48 41stシングル選抜総選挙』では77位となり、アップカミングガールズ入りを果たす[10]。
- 2017年3月18日、劇場公演において5月末を目処にSKE48から卒業することを発表した[11]。同年5月31日にSKE48としての活動を終了。
- 2017年6月1日、ホリプロへ移籍。
- 2017年9月10日、初めての写真集「あんな、ANNA、安奈 Vol.0」を出版[12]。
- 2021年10月1日、実業家である22歳年上の一般男性と結婚[13]、併せて第1子妊娠を報告[14]。あわせて3月でホリプロとの契約を終了し起業していたことを明らかにした[14]。同月8日に第1子女児の出産を報告[15]。
- 2022年、第1子を出産後に個人事務所「株式会社ANNA24」を設立[3]。
- 2024年5月、第2子妊娠を報告[16][17]。9月27日、第2子男児を出産[18]。

## 人物
- 父は1990年代にベルマーレ平塚（現・湘南ベルマーレ）でプレーしていたプロサッカー選手で、現在はドルフィンフットボールクラブを運営する石田憲司（旧姓・高橋憲司）[19]。
- 小学生時代、6年間学級委員だったほか、児童会副会長も務めた[20]。
- SCANDALのHARUNAと同じダンススクールに通っていた[21]。フィギュアスケートを習っていたこともあり、浅田真央や村上佳菜子らと一緒に練習した経験がある[22]。
- 元陸上部で、50メートル走は6秒50の記録を持つ[23]。また、走り幅跳びでは4メートル24センチメートルの記録で市内大会で優勝した経験を持つ[22]。
- 視力が悪く、普段は眼鏡を使用している[22]。
- 「何があっても入らない!」「3メートルは離れないと怖くて仕方ありません…」と断言するほどお化け屋敷が苦手[24]。
- 日本アロマセラピー統合医学協会認定「心理アロマアドバイザー」の資格を取得している[25]。
- 犬1匹と猫2匹を飼っており、名前は犬の七、猫の福と神で合わせて七福神[26]。福と神の子どもの名前はユメであり、石田の夢が叶うまでユメもすくすく育ってほしいという意味で大島優子が名付けた[27]。
- 将来の目標は女優としていた[22]。
- 独身時代から東京都港区に住むことに拘り、いわゆるセレブと呼ばれる富裕層らとの人脈を築いてきた港区女子であり、結婚後も港区民であり続けたいという考えは揺るぎない[13]。

### SKE48・AKB48
- 愛称は、あんにゃ[28]。
- キャッチフレーズは「今日も小悪魔なプレゼントをお届けしてもいいですかー?」 （他の全員）“いいです いいです いいですよ”「あんにゃこと石田安奈です」。
- SKE48アイドル研究会会員5番[29]。
- 3rdシングル「ごめんね、SUMMER」において初めて選抜メンバーに選定された[注 3]。
- 歌唱選抜と言われている「ハレーション」（セレクション8）、ダンス選抜と言われている「Darkness」（セブンダンサーズ）に選抜されているが、両方に選抜されたのは石田安奈のみである[注 4]。
- AKB48のメンバーの中で尊敬・憧れの存在としているのは大島優子。「10年桜」の時の大島を初めて見て、SKE48のオーディションを受けた[30]。

## SKE48・AKB48での参加曲

### シングル選抜曲
SKE48名義
- 「青空片想い」に収録
  - バンジー宣言 - 「チームB.L.T.」名義
- ごめんね、SUMMER
- 1!2!3!4! ヨロシク!
- バンザイVenus
  - 愛の数 - 「チームKII」名義
- パレオはエメラルド
- 「オキドキ」に収録
  - バズーカ砲発射! - 「白組」名義
- 「片想いFinally」に収録
  - はにかみロリーポップ - 「白組」名義
- アイシテラブル!
  - ハレーション - 「セレクション8」名義
- 「キスだって左利き」に収録
  - 体育館で朝食を - 「白組」名義
- チョコの奴隷
  - Darkness - 「セブンダンサーズ」名義
- 美しい稲妻
  - JYURI-JYURI BABY  - 「Team S」名義
- 賛成カワイイ!
- 未来とは?
  - Mayflower - 「九龍嬢」名義
  - 猫の尻尾がピンと立ってるように…feat. Bose（スチャダラパー） - 「Team S」名義
  - 僕らの絆
- 「不器用太陽」に収録
  - サヨナラ 昨日の自分 - 「Team KII」名義
- 「12月のカンガルー」に収録
  - DA DA マシンガン - 「Team KII」名義
- 「コケティッシュ渋滞中」に収録
  - 僕は知っている - 「DOCUMENTARY of SKE48」名義
  - 今夜はJoin us! - 「Team KII」名義
- 「前のめり」に収録
  - 焦燥がこの僕をだめにする - 「Team KII」名義
- 「チキンLINE」に収録
  - キスポジション - 「Team KII」名義
- 「金の愛、銀の愛」に収録
  - いい人いい人詐欺 - 「やんちゃな天使とやさしい悪魔」名義

AKB48名義
- 「Beginner」に収録
  - 僕だけのvalue - 「アンダーガールズ」名義
- 「ギンガムチェック」に収録
  - あの日の風鈴 - 「ウェイティングガールズ」名義
- 「UZA」に収録
  - 正義の味方じゃないヒーロー - 「チームB」名義
- 「永遠プレッシャー」に収録
  - 強がり時計 - 「SKE48」名義
- 「So long !」に収録
  - そこで犬のうんち踏んじゃうかね? - 「梅田TeamB」名義
- 「さよならクロール」に収録
  - ロマンス拳銃 - 「Team B」名義
- 「鈴懸の木の道で「君の微笑みを夢に見る」と言ってしまったら僕たちの関係はどう変わってしまうのか、僕なりに何日か考えた上でのやや気恥ずかしい結論のようなもの」に収録
  - Escape - 「SKE48」名義
- 「ハロウィン・ナイト」に収録
  - 君だけが秋めいていた - 「アップカミングガールズ」名義

### アルバム選抜曲
SKE48名義
- 『この日のチャイムを忘れない』に収録
  - 叱ってよ、ダーリン! - 「チームKII」名義
  - ヘビーローテーション - 「チームKII」名義
- 『革命の丘』に収録
  - ゼロベース

AKB48名義
- 『ここにいたこと』に収録
  - ここにいたこと
- 『1830m』に収録
  - 青空よ 寂しくないか?
- 『次の足跡』に収録
  - After rain

### 劇場公演ユニット曲
SKE48名義
 チームKII 1st Stage「会いたかった」
- ガラスのI LOVE YOU
- 背中から抱きしめて
- リオの革命
- スカート、ひらり

 チームKII 2nd Stage「手をつなぎながら」
- Glory days
- ウィンブルドンに連れて行って（高柳明音のユニットアンダー）

チームKII 3rd Stage「ラムネの飲み方」
- 嘘つきなダチョウ（古川愛李が休演時に高柳明音の全員曲アンダー）
- クロス（小木曽汐莉が休演時に高柳明音のユニットアンダー）
- 孤独なバレリーナ（秦佐和子休演時にプリマドンナで出演）

 チームS 4th Stage「RESET」
- 心の端のソファー

チームKII 5th Stage「ラムネの飲み方」
- クロス（1st UNIT、古畑奈和休演時は古畑ポジションで出演〈神門沙樹が石田のユニットアンダー〉）
- 嘘つきなダチョウ（江籠裕奈、日高優月のユニットアンダーおよび2nd UNIT）

チームKII 6th Stage「0start」
- 君について（AKB48 18thシングル「Beginner」）

AKB48名義
 梅田チームBウェイティング公演
- 涙に沈む太陽（チームサプライズ 「重力シンパシー」公演 宮澤佐江ポジション）

## 出演

### テレビドラマ
- モウソウ刑事!（2011年2月16日、東海テレビ） - 修学旅行生 役
- So long ! （2013年2月13日、日本テレビ）

### バラエティ
- DANCE KINGDOM（2014年4月17日 - 、NOTTV）[31]
- SKE48の恋するドラコン（2015年6月4日 - 9月30日、TOKYO MX）
- 安奈聖羅のクイズ永島石田（2018年1月18日 - 12月16日[32]、スカパーCh.663、アイドル専門チャンネルPigoo）[33]
- ダマってられない女たち（2025年1月24日、ABEMA）[13]

### その他のテレビ番組
- 短歌de胸キュン（2018年4月29日 - 、NHK Eテレ）[34]

### ラジオ
- 神田朱未のわたしのすきなこと。（2011年10月2日 - 2013年3月31日、FM AICHI）

### 映画
- 儚時計（2016年、名古屋市立大学芸術工学部映像研究室制作） - 山下恵子 役[35]

### ネット配信
- 学校の怪談 第13話「あわせかがみ」（2012年8月、BeeTV）

### 公演・舞台
- HKT48 チームH 1st Stage「手をつなぎながら」（2012年9月19日・20日、HKT48劇場）
- 25年目の家族（2017年11月16日 - 19日、ウッディシアター中目黒）[36]
- ダンガンロンパ3 THE STAGE2018〜The End of 希望ヶ峰学園〜（2018年7月20 - 23日、サンシャイン劇場、7月27日 - 29日、森ノ宮ピロティホール、8月3日 - 13日、ヒューリックホール東京） - 安藤流流歌 役（山下まみとダブルキャスト）
- ミュージカル「封神演義-目覚めの刻-」（2019年1月13日 - 20日、EXシアター六本木）- 妲己 役[37]
- ミュージカル「封神演義-開戦の前奏曲-」（2020年10月25日、品川プリンスホテルステラボール）- 妲己 役

### イベント
- あんな、ANNA、安奈 Vol.0発売記念イベント お渡し&握手会（2017年9月10日、秋葉原書泉ブックタワー）[12]

## 書籍

### 写真集
- あんな、ANNA、安奈 Vol.0（2017年9月9日、ホリプロ、撮影：緒方一貴）ISBN 978-4-90458-718-8

## 作品

### イメージDVD
- 『ANNA AND YOU』（2021年2月26日、リバプール）